# Naomie Harris
Naomie Melanie Harris, angleška filmska in televizijska igralka, * 6. september 1987 London, Združeno Kraljestvo.
Zaslovela je po vlogi Tie Dalme/Calypso v filmih Pirati s Karibov: Mrtvečeva skrinja in Pirati s Karibov: Na robu sveta. Harris je igrala tudi Winnie Mandelo v filmu Mandela: Dolga pot do svobode iz leta 2013.
Igrala je tudi v filmih Skyfall (2012), Spectre (2015) Ni čas za smrt (2021) in Venom: Naj bo Carnage (2021).